# 利曼 (盧漢斯克區)
48°39′58″N 39°15′16″E / 48.66611°N 39.25444°E
利曼（烏克蘭語：Лиман）是位於烏克蘭東部的村莊，由盧甘斯克州卢甘斯克区的卢汉斯克市镇負責管轄。該村始建於1962年，面積0.69平方公里，海拔高度142米，2001年人口123，人口密度每平方公里178.8人。